# کوپو (اکلاهما)
کوپو(به انگلیسی: Quapaw) شهری در ایالت اکلاهما کشور ایالات متحده آمریکا است که جمعیت آن در سرشماری سال ۲۰۱۰ میلادی، ۹۰۶ نفر بوده‌است.